# Ali Kayali
Ali Kayali (ur. 1 lub 29 stycznia 1965) – turecki zapaśnik. Brązowy medalista olimpijski z Barcelony.
Walczył w stylu wolnym, w kategorii wagowej do 100 kg. Igrzyska w 1992 były jedynymi, w których startował. Zdobył cztery medale mistrzostw Europy w zapasach (złoty w 1991 oraz trzy brązowe w 1992, 1993 i 1994 roku). Złoty medal na igrzyskach śródziemnomorskich w 1991 roku.